# (9828) Антимах
(9828) Антимах (др.-греч. Ἀντίμαχος) — типичный троянский астероид Юпитера, движущийся в точке Лагранжа L4, в 60° впереди планеты. Астероид был открыт 19 сентября 1973 года американскими астрономами К. Й. ван Хаутеном, И. ван Хаутен-Груневельд и Томом Герельсом в Паломарской обсерватории и назван в честь Антимаха, персонажа древнегреческой мифологии.

Орбита астероида Антимах и его положение в Солнечной системе